# Copérnico Ballester
Copérnico Ballester Francés (Bañeres, 1914 – Castuera, 15 de agosto de 1938) fue un político y militar español.

## Biografía
Nació en la localidad alicantina de Bañeres en 1914. A temprana edad ingresó en el Partido Socialista Obrero Español (PSOE), llegando a ser secretario de las Juventudes Socialistas de Alcoy. Durante los años de la Segunda República fue redactor de Orientación Social, el periódico socialista que se editaba en Alcoy.
Tras el estallido de la Guerra civil se unió a las fuerzas republicanas. Durante el transcurso de la contienda llegó a ser jefe de Estado Mayor de la 103.ª Brigada Mixta y, posteriormente, de la 38.ª División. En el verano de 1938 asumió brevemente el mando de la 91.ª Brigada Mixta. En aquella época los franquistas habían lanzado una ofensiva en Extremadura, llegando la unidad de Ballester a tomar parte en los combates; fallecería en combate el 15 de agosto entre la Puebla de Alcocer y Castuera.